# 庞松
庞松（1949年10月—），广西北海人，中华人民共和国历史学家，国务院政府特殊津贴专家，主要研究中国共产党史、中华人民共和国史。退休前任中共中央党史研究室研究员。
1969年，庞松自北京到湖南农村做知青。后来，他进入工厂上班。1978年，他考入中国人民大学中共党史系，1982年毕业分配到中共中央党史研究室，后升任中共中央党史研究室研究员、副巡视员。此外，他还担任中国中共党史人物研究会常务理事、中国经济史学会理事、中国延安干部学院兼职教授、辽宁师范大学兼职教授、南开大学马克思主义学院兼职教授。
庞松是《中国共产党历史》第二卷的主要撰写者之一。他还是七卷本《中华人民共和国通史》的主编之一，并且撰写了第一卷。此外，他著有《共和国年轮1949》、《新中国诞生实录》、《毛泽东时代的中国》，合著《当代中国政治体制发展概要》、《滑轨与嬗变——新民主主义社会阶段备忘录》、《毛泽东书系：立国兴邦》、《30年：转型与变迁》等。他发表了约一百篇学术论文。